# Rudolf Buchheim
Rudolf Buchheim, född 1 mars 1820 i Bautzen, död 25 december 1879 i Giessen, var en tysk farmakolog.
Buchheim blev 1846 professor i farmakologi och medicinens historia i Dorpat och 1867 i Giessen, där han verkade till kort före sin död. Han utgav en tysk bearbetning av Jonathan Pereiras berömda "Elements of Materia Medica" (1846-48), och redan i företalet till detta arbete framställde han ett program för sina senare arbeten, som gick ut på att skilja farmakologin från den praktiska medicinen och grunda densamma på experiment med användande av fysiologins metoder, alltså att göra farmakologin till en gren av fysiologin. Genom sina många egna arbeten kan Buchheim anses såsom den egentlige grundläggaren av denna moderna riktning inom farmakologin.
Buchheim var även den förste, som upprättade ett experimentalfarmakologiskt laboratorium, nämligen först privat i sin bostad i Dorpat, därefter såsom universitetsanstalt där. Genom hans och hans lärjungars arbeten lades grunden till den nya indelning av den farmakologiska vetenskapens material i grupper efter de olika ämnenas kemiska egenskaper och särskilt deras verkningar på den levande organismen (Buchheims farmakodynamiska grupper), medan man tidigare i allmänhet följt ett botaniskt system. Bland ämnesgrupper, som på detta sätt bearbetades, märks till exempel laxermedel, åtskilliga maskmedel, nerv- och muskelgifter, mjöldryga, de pupillutvidgande alkaloiderna hos potatisväxter. Han verkställde härvid ofta försök på sig själv.
Buchheim ägnade sig även åt farmakognostiska och farmakotekniska uppgifter. Hans främsta verk är Lehrbuch der Arzneimittellehre (1856; flera upplagor), i vilken han genomförde ovannämnda "gruppering". Bland hans lärjungar märktes Oswald Schmiedeberg.